# Lesotho
Kongeriget Lesotho er en stat i det sydlige Afrika. Landet har ingen adgang til havet og er på alle sider omgivet af Sydafrika. Lesothos hovedstad hedder Maseru. Landet hed tidligere Basutoland og er medlem af Commonwealth of Nations. Navnet Le-sotho kan omtrentligt oversættes til "det sotho-talende folks land".

## Historie
Uddybende artikel: Lesothos historie
De tidligste indbyggere i området var khoisanske jæger-samlere. De blev overvejende erstattet af bantu-talende stammer under bantu-folkevandringen. Nutidens Lesotho opstod som en samlet stat under en øverste høvding i 1822 og blev anerkendt af Storbritannien den 13. december 1843.
Den 12. marts 1868 blev området til det britiske protektorat Basutoland (da allerede opkaldt efter den primære etniske og sproglige gruppe, sotho-folket). Fra 11. august 1871 til 18. marts 1884 var landet annekteret af den britiske Kapkoloni (Sydafrika) som Basutoland-territoriet. Den 18. marts 1884 blev Basutoland igen en separat koloni som et af High Commission-territorierne. Den 30. april 1965 fik landet sin uafhængighed. Navnet blev ændret, da Lesotho opnåede fuld uafhængighed fra det Forenede Kongerige den 4. oktober 1966. I januar 1970 tabte Basotho National Party (BNP) det første valg efter uafhængigheden og fik 23 pladser mod Basutoland Congress Partys (BCP) 36 pladser. Premierminister Leabua Jonathan nægtede af afgive magten til BCP og udråbte sig selv som tono kholo (sesotho for premierminister) og fængslede BCP's ledere.
BCP indledte et oprør i januar 1974, og dets Lesotho Liberation Army (LLA, Lesothos befrielseshær) blev trænet i Libyen, hvor den udgav sig for at være Azanian People's Liberation Army-soldater (APLA, Azania-folkets befrielseshær) fra Pan Africanist Congress (PAC). Den 178 mand store LLA-hær blev i 1978 frataget våben og forsyninger af PAC's Sibeko-fraktion og blev reddet fra deres lejr i Tanzania med økonomisk støtte fra en maoistisk PAC-officer, men indledte deres guerillakrig med en håndfuld gamle våben. Hovedstyrken blev slået i det nordlige Lesotho, og guerillaerne indledte derefter sporadiske, men normalt ineffektive angreb. Felttoget blev hårdt ramt, da Ntsu Mokhehle, BCP's leder, tog til Pretoria i Sydafrika.
BNP havde magten pr. dekret til januar 1986, da et militækup tvang dem fra magten. Militærrådet, der overtog magten, gav Kong Moshoeshoe 2. den udøvende magt – han havde indtil da været ceremoniel monark. I 1987 blev kongen dog tvunget i eksil efter en tvist med hæren. Hans søn blev indsat som kong Letsie 3.
Formanden for militærjuntaen, generalmajor Justin Metsing Lekhanya, blev afsat i 1991 og erstattet af generalmajor Elias Phisoana Ramaema, der overgav magten til en demokratisk valgt BCP-regering i 1993. Moshoeshoe 2. vendte tilbage fra eksil i 1992 som almindelig borger. Efter den demokratiske styreforms tilbagekomst prøvede kong Letsie 3. forgæves at overtale BCP-regeringen til at genindsætte hans far (Moshoeshoe 2.) som statsoverhoved. I august 1994 stod Letsie 3. bag et kup med støtte fra militæret, og afsatte BCP-regeringen. Den nye regering fik ikke fuldstændig international anerkendelse. Medlemsstaterne af Southern African Development Community (SADC, det sydlige Afrikas udviklingsfællsskab) gik ind i forhandlinger med det formål at genindsætte BCP-regeringen. En af kongens betingelser for at genindsætte BCP-regeringen var, at hans far skulle genindsættes som statsoverhoved. Efter langtrukne forhandlinger blev BCP-regeringen genindsat og Letsie 3. abdicerede i 1995 til fordel for sin far. Kong Moshoeshoe 2. døde i en bilulykke i 1996 og blev igen efterfulgt af sin søn. Det ledende BCP-parti blev splittet i en ledelsesstrid i 1997.
Premierminister Ntsu Mokhehle dannede et nyt parti, Lesotho Congress for Democracy (LCD), og et flertal af parlamentsmedlemmerne støttede ham. Det gjorde det muligt at danne en ny regering. LCD vandt valget i 1998 under ledelse af Pakalitha Mosisili, der havde efterfulgt Mokhehle som partileder. På trods af at valget blev erklæret frit og retfærdigt af lokale og internationale observatører og en kommission udnævnt af SADC, forkastede oppositionspartierne valgresultatet.
Oppositionens protester i landet blev forstærket og kulminerede i en fredelig demonstration uden for kongeslottet i august 1998. Præcis hvad der skete, er der stor uenighed om, og selv i Sydafrika er det omstridt. I september samme år gik en SADC-indsatsstyrke efter ordrer af uklar oprindelse ind i hovedstaden Maseru. Mens SADC-styrkerne fra Botswana blev hilst velkommen, var der spændingerne med SADC-tropper fra South African National Defence Force. Det medførte kampe. Antallet af sporadiske optøjer tog til, da sydafrikanske tropper hejste Sydafrikas flag over kongeslottet. Da SADC's styrker trak sig tilbage i maj 1999 var meget af Maseru ødelagt, og de sydlige provinshovedstæder Mafeteng og Mohale's Hoek havde mistet mere end en tredjedel af deres kommercielle ejendomme. Sydafrikanere og basothoer døde også under kampene.
Interim Political Authority (IPA, midlertidig politisk myndighed), der fik til opgave at gennemgå landets valgstruktur, blev oprettet i december 1998.
IPA udarbejdede et proportionalt valgsystem for at sikre, at der ville være en opposition i Nationalforsamlingen. Det nye system bevarede de 80 valgkredspladser, men tilføjede yderligere 40 pladser, som skulle besættes proportionelt. I maj 2002 blev der afholdt valg efter det nye system, og LCD vandt igen, nu med 54 procent af stemmerne. For første gang vandt oppositionen dog et betydeligt antal pladser, og på trods af visse uregelmæssigheder og voldstrusler fra generalmajor Lekhanya oplevede Lesotho sit første fredelige valg. Ni oppositionspartier fik alle 40 proportionelt uddelte pladser, hvoraf BNP fik den største andel (21). LCD fik 79 ud af de 80 valgkredsbaserede pladser. Selvom BNP's valgte medlemmer deltog i Nationalforsamlingen, iværksatte partiet flere juridiske angreb mod valget bl.a. en omtælling uden succes.

## Politik
Uddybende artikel: Lesothos politik
Lesothos styreform er et konstitutionelt monarki. Premierminister Pakalitha Mosisili er regeringsoverhoved og den udøvende myndighed. Kongen har en overvejende ceremoniel funktion og har ikke længere udøvende myndighed og må ikke deltage aktivt i politiske initiativer.
Lesotho Congress for Democracy (LCD) kontrollerer flertallet i Nationalforsamlingen, mens Basotho National Party (BNP), Lesotho Peoples Congress og National Independent Party er blandt de ni repræsenterede oppositionspartier. Senatet består af 22 overhøvdinge, hvis medlemskab er arveligt, og 11 medlemmer udnævnt af kongen, som handler på råd fra premierministeren. Forfatningen sørger for et uafhængigt retssystem. Den dømmende magt består af Court of Appeal (appelretten), High Court (højesteret), Magistrate's Courts (domstole) og traditionelle domstole, der primært findes i landlige områder. Kun en af dommerne i appelretten er indfødt, mens de øvrige er sydafrikanske jurister. Der er ingen jurydomstol, i stedet afsiges domme af dommeren alene, eller ved kriminalsager med to dommere som observatører. Forfatningen beskytter også grundlæggende borgerrettigheder, deriblandt ytrings-, forenings- og pressefrihed, fredsommelig forsamlingsfrihed og religionsfrihed.

## Distrikter
Uddybende artikel: Lesothos distrikter
Af administrative årsager er Lesotho inddelt i ti distrikter, som hver ledes af en distriktschef. Hvert distrikt har en hovedby, kendt som en camptown.
1. Berea
2. Butha-Buthe
3. Leribe
4. Mafeteng
5. Maseru
6. Mohale's Hoek
7. Mokhotlong
8. Qacha's Nek
9. Quthing
10. Thaba-Tseka

## Geografi
Uddybende artikel: Lesothos geografi
Det mest bemærkelsesværdige faktum om Lesotho, bortset fra at landet er en enklave, er, at det er den eneste uafhængige stat i verden, som udelukkende ligger mere end 1.000 meter over havoverfladen. Landets laveste punkt er 1.400 meter over havoverfladen, og over 80 procent af landet ligger over 1.800 meter.

## Økonomi
Uddybende artikel: Lesothos økonomi
Lesothos økonomi er baseret på eksport af vand og elektricitet til Sydafrika, industriproduktion, landbrug, kvæg og til en vis grad indkomst fra indbyggere med arbejde i Sydafrika. Lesotho eksporterer også diamanter, uld og mohair. Landet er både geografisk og økonomisk integreret med Sydafrika. Flertallet af husholdningerne lever af landbrug eller arbejde i udlandet, primært som minearbejdere i Sydafrika i tre til ni måneder ad gangen. Det vestlige lavland udgør det primære landbrugsområde. Næsten 50 procent af befolkningen får en del af deres indkomst fra dyrkning af afgrøder eller dyrehold, og over halvdelen af landets indtægter kommer fra landbrugssektoren.
Vand er Lesothos eneste betydelige naturressource. Det udnyttes gennem det 30 årige og flere milliarder store Lesotho Highlands Water Project (LHWP), der blev iværksat i 1986. LHWP har til formål at opsamle, opbevare og transportere vand fra Oranjefloden og sende det til Sydafrikas Free State og stor-Johannesburg, der har en stor koncentration af den sydafrikanske industri, befolkning og landbrug. Færdiggørelsen af projektets første fase har gjort Lesothos næsten selvforsynende med elektricitet, og salget af vand og elektricitet til Sydafrika indbringer årligt cirka 24 milliarder US-dollar. Verdensbanken, den Afrikanske Udviklingsbank, Den Europæiske Investeringsbank og mange andre bilaterale donorer finasierede projektet. Lesotho har draget nytte af African Growth and Opportunity Act til at blive den største eksportør af beklædningsgenstande til USA fra den del af Afrika, der ligger syd for Sahara. I 2002 løb eksporten op i mere end 320 millioner US-dollar. Beskæftigelsen har nået 50.000 ansatte. Det er første gang antallet af ansatte i industrisektoren overstiger antallet af offentligt ansatte. Asiatiske investorer ejer de fleste fabrikker.
Lesotho har modtaget økonomisk støtte fra forskellige kilder, blandt andre USA, Verdensbanken, Irland, Storbritannien, EU og Tyskland.

## HIV/aids
Pr. 2018 er 23,6% af den voksne befolkning smittet med AIDS/HIV, hvilket er det næsthøjeste niveau i verden efter Eswatini.
Ifølge Lesothos statistiske kontor blev den forventede levetid i 2001 anslået til 48 år for mænd og 56 år for kvinder. Senere statistikker anslår, at den forventede levetid er faldet til i gennemsnit cirka 37 år.
I 2005/2006 er der iværksat programmer til distribuering af antiretroviral medicin, men de programmer har begrænsede ressourcer og relativt få deltagere.
Gennem sin AIDS fund donerede Elton John i 2008 120 motorcykler til Lesothos læger og sygeplejesker.

## Demografi
Uddybende artikel: Lesothos demografi
Mere end 99 procent af Lesothos befolkning er etnisk basotho; andre etniske grupper er europæere og asiater. 80 procent af landets befolkning er kristne, hvoraf hovedparten er katolikker. Andre religioner er islam, hindu og indfødte religioner. Sesotho og engelsk er officielle sprog, og andre sprog er blandt andre zulu og xhosa.

## Dansk repræsentation i Lesotho
Danmarks ambassadør i Lesotho er Elsebeth Søndergaard Krone, der blev udnævnt 19. april 2024.